# Alexandra Sell

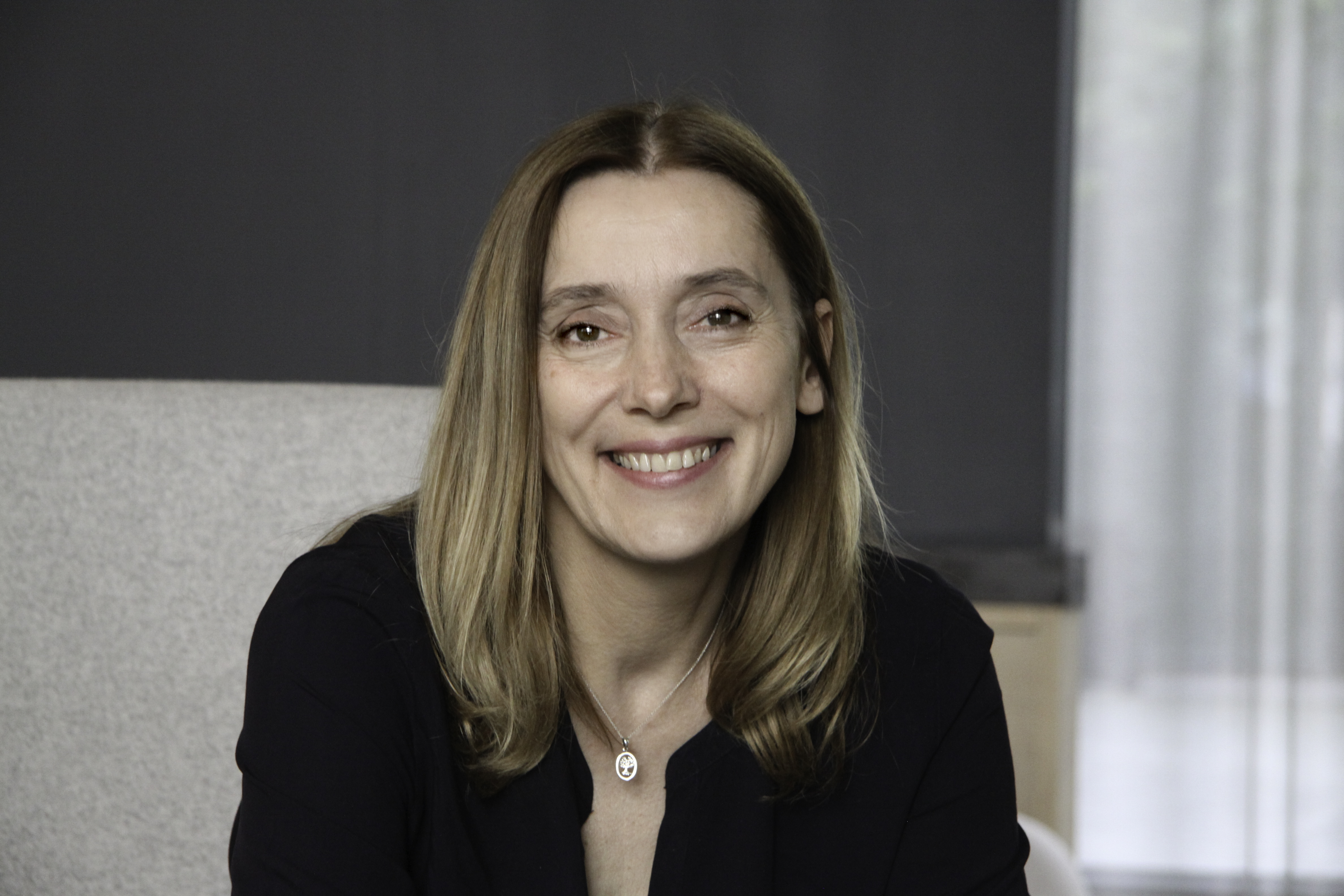
Alexandra Sell (2017)

Alexandra Sell (* 26. November 1968 in Hamburg) ist eine deutsche Regisseurin, Drehbuchautorin und Fotografin.

## Leben
Alexandra Sell ist als Tochter einer Kinderbuchautorin und eines Bauingenieurs in Hamburg geboren und aufgewachsen. Nach dem Abitur studierte sie von 1988 bis 1996 Freie Kunst mit Schwerpunkt Fotografie an der Hochschule der Künste Berlin und schloss ihr Studium als Meisterschülerin des Fotografen Dieter Appelt ab. Mit einem DAAD-Stipendium für Großbritannien studierte sie 1996/1997 am Goldsmiths College, London und schloss dieses Studium mit einem Master of Fine Arts ab.
Ihre MFA-Arbeit bei Goldsmith markierte den Einstieg in die filmische Arbeit: Das Video He smiled at her and she smiled back wurde 1998 für The New Contemporaries ausgewählt, die Auszeichnung für die besten Absolventen britischer Kunsthochschulen. Während des Kunststudiums arbeitete Alexandra Sell als freie Fotografin und beteiligte sich an  Ausstellungen und Festivals. 1998 begann sie ihr Filmstudium an der Kunsthochschule für Medien Köln, das sie 2001 mit einem Diplom des Fachbereichs Film/Fernsehen  abschloss.

## Werke
In Köln realisierte sie ihren ersten Dokumentarfilm Das Avon Projekt, ein filmisches Porträt dreier britischer Avon-Beraterinnen. Der Film entstand als Koproduktion der KHM Köln und FACT Liverpool. Die Filmidee entwickelte Sell, nachdem sie, beauftragt von Avon Cosmetics, 1998 die Beraterinnen fotografisch porträtiert hatte. Der Kontakt blieb bestehen, und, balancierend zwischen Projekt und Freundschaft, zeigte Sell im Film Das Avon Projekt Einblicke in die Lebens- und Arbeitswelt der Kosmetikverkäuferinnen. Das Avon Projekt wurde auf internationalen Festivals und Ausstellungen gezeigt (u. a. Goetheinstitut Toulouse, Caixa Forum Barcelona, Foundation for Art and Creative Technology Liverpool).
Der Dokumentarfilm Durchfahrtsland (2005) ist Sells Langfilmdebüt, mit Buch und Regie. Ein Jahr  begleiteten sie und ihr Team die Protagonisten in der Welt des Vorgebirges. Aufgeschlüsselt wurden Weltanschauungen und Lebenswege.
Produziert wurde der Film von Jörg Siepmann und Harry Flöter (2 Piloten Filmproduktion), koproduziert durch ZDF, Nordmedia, Filmstiftung NRW und das Kuratorium Junger deutscher Film (Produktion). Sell überzeugte mit Durchfahrtsland beim Festival des deutschen Films 2005 und erhielt den Filmkunstpreis „Besondere Auszeichnung“.
2005 erhielt der Film Durchfahrtsland den „Special Prix Europa“ in der Kategorie TV Non-Fiction. Der Preis wird vom Europäischen Parlament für das beste Programm von einem lokalen oder regionalen TV-Sender oder die beste Low-Budget-Produktion gestiftet.
2008 zog Sell wieder nach Berlin. 2010 begann sie mit der Vorbereitung ihres Spielfilmdebüts. Für den Kinofilm Die Anfängerin begab sie sich auf eine fotografische Recherche in der Welt des Berliner Eiskunstlaufs, denn im Zentrum des Films steht eine Hobby-Eiskunstläuferin Ende fünfzig. Sell griff damit ein Motiv aus Das Avon Projekt auf; eine der britischen Protagonistinnen war leidenschaftliche Hobby-Eiskunstläuferin, musste den geliebten Sport jedoch aufgeben. Sells Arbeitsprämisse und Herzensangelegenheit für Die Anfängerin war, eine Geschichte zu erzählen, in der durch die Fiktion die Möglichkeit eines glücklichen Endes gegeben war. Während der Recherche lernte Sell die Eiskunstläuferin Christine Stüber-Errath kennen. Im Osten eine Legende, im Westen weitgehend unbekannt, ist Stüber-Errath die einzige Berliner Weltmeisterin im Eiskunstlauf. Inspiriert durch Interviews mit Stüber-Errath schrieb Sell ein Drehbuch, in dem die reale Biografie Stüber-Erraths mit der fiktiven Handlung verwoben wurde. An Originalschauplätzen im Sportforum Berlin erzählt Die Anfängerin die Geschichte einer späten Befreiung. Ulrike Krumbiegel spielt Dr. Annebärbel Buschhaus, eine bärbeißige Ärztin, die mit 58 Jahren die Schlittschuhe anzieht, um auf dem Eis nach ihren verschütteten Kindheitsträumen zu suchen. Annekathrin Bürger spielt die unbarmherzige Mutter Buschhaus'. Sell schrieb die Rolle eigens für Bürger und die Schauspielerin wirkte beratend an der Entwicklung der Story Line mit. Christine Stüber-Errath spielt sich selbst in einer Nebenrolle.
Während der Arbeiten an Die Anfängerin gewann Sell Einblick in die Welt der Hobby-Eiskunstlaufwettbewerbe. Sie besuchte die Adult Figure Skating Competition, den weltweit größten Hobby-Wettbewerb im Eiskunstlauf. Sie war insbesondere von den ältesten Teilnehmenden, die mit teilweise weit über 70 Jahren für den Wettbewerb trainierten, beeindruckt. Sell beschloss, über die vielfältigen Geschichten der Menschen, die sie dort kennengelernt hatte, einen Dokumentarfilm zu drehen. Der 2024 veröffentlichte Film Ice Aged erzählt von sechs älteren Menschen, die sich auf den Oberstorfer Wettbewerb vorbereiten.

## Filmografie (Auswahl)
- 1997: He smiled at her and she smiled back, Video, Goldsmith College London
- 2001: Schutzmann, Video, Kamera, Regie, Schnitt Zusammenarbeit mit Robert Elfgen,
- 2002: Das Avon Projekt, Regie, Drehbuch
- 2005: Durchfahrtsland, Sprecherin, Regie, Drehbuch
- 2005: Karger, Dramaturgie
- 2017: Die Anfängerin, Regie, Drehbuch, Schnitt
- 2024: Ice Aged, Regie, Drehbuch, Kamera, Schnitt

## Auszeichnungen
- 1996/67: DAAD-Stipendium für Großbritannien
- 1998: Teilnahme an The New Contemporaries, Ausstellung und Publikation der besten Abschlussarbeiten britischer Kunsthochschulen
- 2005: Festival des deutschen Films, Filmkunstpreis Besondere Auszeichnung
- 2005: Special Prix Europa in der Kategorie TV Non-Fiction, gestiftet vom Europäischen Parlament.
- 2018: Presidents Award Best Director Preis für die beste Regie / Die Anfängerin Fort Lauderdale International Film Festival, Florida, USA

## Teilnahme an  Ausstellungen und Festivals
- 2005, 5. Februar: Berlinale mit Durchfahrtsland, internationales Filmfestival, Berlin/Deutschland
- 2005, 8. Oktober: Warsaw Film Festival mit Durchfahrtsland, Warschau/Polen
- 2006, 12. März: Sehenswert, das gemeinsames Filmfestival Deutschlands, Österreichs und der Schweiz (organisiert von der schweizerischen Botschaft, dem österreichischen Kulturforum und dem Goethe-Institut) mit Durchfahrtsland, Budapest/Ungarn
- 2024, 23. Oktober 2024: Internationale Hofer Filmtage, 14. November 2024: Tallinn Black Nights Film Festival mit Ice Aged